# Pseudomyrmex brunneus
Pseudomyrmex brunneus é uma espécie de formiga do género Pseudomyrmex, subfamilia Pseudomyrmecinae. Foi descrita cientificamente por Smith em 1877.
Encontra-se no sul dos Estados Unidos e em México.